# Via Prečistenka
La via Prečistenka (in russo улица Пречи́стенка?) è una strada di Mosca.
Parte da piazza Prečistenskie Vorota e finisce in piazza Zubovskaja.
Fino al 1658 era nota come Čertol'skaja (Черто́льская) o Pokrovskaja (Покро́вская), mentre in epoca sovietica (tra il 1921 e il 1990) si chiamava Kropotkinskaja (Кропо́ткинская).